# Ramón María Narváez

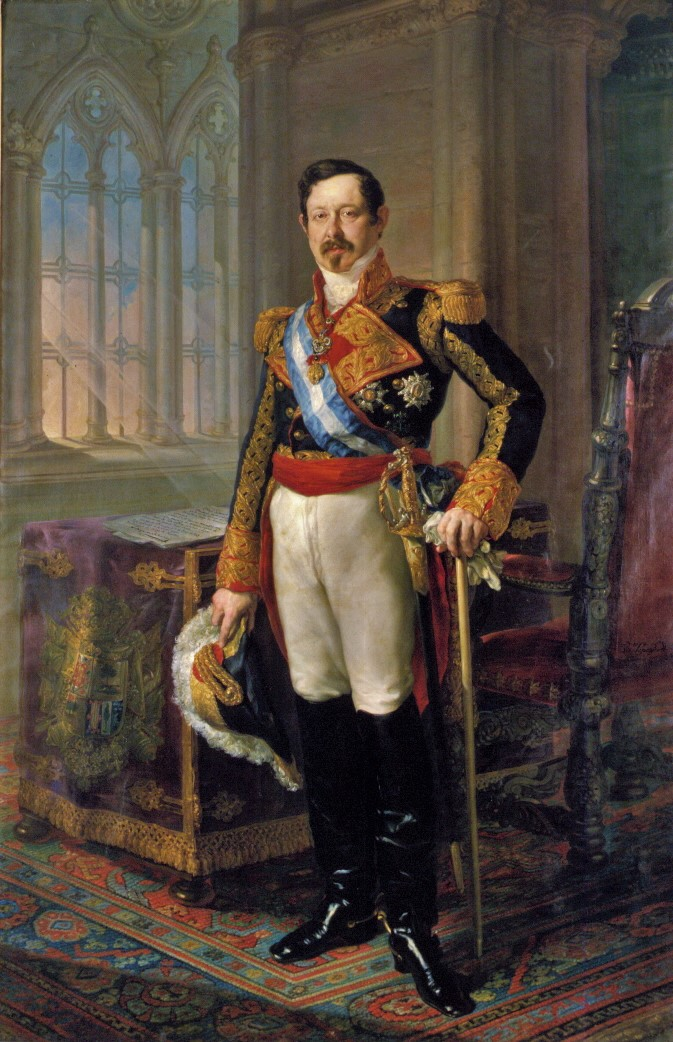
Ramón María Narváez, por Vicente López, Museu de Belas Artes de Valência.

Ramón María Narváez y Campos (Loja, 5 de agosto de 1800 — Madrid, 23 de abril de 1868) foi um político e militar espanhol, duque de Valência, conhecido como "El Espadón de Loja".
A sua carreira militar teve início no regimento da Guarda Valona em 1815, e durante o Triénio Constitucional (1820-1823) aliou-se aos partidários do liberalismo. Integrado no Batalhão Sagrado, teve um papel de destaque na luta contra a sublevação absolutista da Guarda Real em Madrid, em Julho de 1822, e serviu sob o comando de Francisco Espoz y Mina na Catalunha, onde seria feito prisioneiro pelas tropas dos Cem Mil Filhos de São Luís. Permaneceu em França até 1824. Após rejeitar qualquer tipo de cargo durante o reinado de Fernando VII, incorporou-se em 1834 ao lado dos isabelinos durante as Guerras Carlistas. Em Julho de 1835 participou na Batalha de Mendigorría, à frente do batalhão do Infante. A sua actuação valeu-lhe a ascensão a tenente-coronel, e em 1836 tomaria parte na Batalha de Arlabén, obtendo a sua promoção a brigadeiro.
Participou neste mesmo ano na perseguição do general carlista Miguel Gómez Damas, tornando-se inimigo do ministro da Guerra, o general Alaix, e consequentemente com Espartero. Na frente aragonesa derrotou Ramón Cabrera em Pobleta de Morella. Em 1837 encarregou-se da organização e comando da "Reserva andaluza", com a missão de pacificar La Mancha e expulsar os guerrilheiros carlistas, o que acidou ainda mais a sua relação com Baldomero Espartero. 

## Exílio em Paris
Em 1838 foi promovido a marechal de campo, e eleito deputado nas Cortes. A sua grande habilidade militar e a sua ideologia fizeram com que, tanto progressistas como moderados, pretendessem que se incorporasse nos respectivos partidos. Alaix, homem de confiança de Espartero, potenciou o processo que se abriu a Narváez após a sua complicação na organização de um motim popular, em Sevilha nesse mesmo ano, dirigido pelo general Córdova contra o governo do Duque de Frías. Narváez refugiou-se primeiramente em Gibraltar, e, exilado posteriormente em Paris, presidiu junto a Córdova uma junta de oposição a Espartero, a chamada "Ordem Militar Espanhola", que via na sublevação o meio para liquidar a hegemonia progressista em Espanha. Permaneceria na capital francesa durante os três anos que durou a regência de Espartero.
Em 1843 regressaria via Valência, com a conivência de Salustiano Olózaga. A 23 de Julho desse ano derrotaria as tropas de Espartero em Torrejón de Ardoz, perto de Madrid; por esta vitória ascenderia a tenente-general. Em Novembro sofre um atentado na rua do Desengano, em Madrid, ao qual consegue resistir. Falece, no entanto, o seu ajudante.

## Ascensão ao poder
Ao alcançar a maior idade Isabel II de Espanha, em 1844, nomeia-o presidente do governo, usufruindo de livre-arbítrio sobre o ministro do Estado, o marquês de Vilumá, e os ministros da governação e da fazenda, Pidal e Alejadro Mon, respectivamente. Tanto o marquês de Pidal como Mon eram partidários da reforma constitucional através das Cortes. Finalmente, ao lado destes últimos durante vários anos, acabou por se converter num dos impulsionadores da Constituição de 1845. A 18 de Novembro de 1845, Isabel II concede a Ramón, pela sua lealdade, o Ducado de Valência.
Durante este primeiro governo sufocou a sublevação de Zurbano e condenou Prim por agir contra a sua pessoas. As suas principais medidas tomadas foram as seguintes:
- Reforma fiscal, levada a cabo por Alejandro Mon, que uniu a «constelação» de impostos herdada do póstumo regime em somente quatro.
- Criação da Guarda Civil.
- Reorganização da Instrução Pública, dirigida por Pidal e pela qual o estado assume competências na instrução pública como próprias.
- Venda de bens do Clero.
- Centralização administrativa.
- Decreto de 6 de Julho de 1845, pelo qual se punha fim à competência exclusiva dos julgamentos por jurados.
- Lei eleitoral de 1846, que impunha o sufrágio censitário.

## A queda
A queda de Narváez, a 11 de Fevereiro de 1846, deveu-se, fundamentalmente, às desavenças surgidas dentro do governo para a questão do casamento da rainha, ao apoiar o seu matrimónio com o Conde de Trapani. Foi substituído pelo Marquês de Miraflores. A 16 de Março a rainha voltou a chamar a si Narváez para este ocupar a presidência e os ministérios do Estado e Guerra, sendo substituído por Istúriz a 5 de Abril. Foi nomeado embaixador em Nápoles, cargo que recusou, e posteriormente em Paris.
Voltou a ocupar a presidência do conselho de ministros desde 4 de Outubro de 1847 até Janeiro de 1851, sendo somente interrompido pelo governo relâmpago do conde de Clonard. As fundamentais vantagens deste novo governo foram a neutralização dos partidos revolucionários de 1848, o assentamento das bases para a posterior assinatura e ratificação da Concordata com a Santa Sede e promulgação de um novo código penal (2 de Setembro de 1848). A 14 de Janeiro de 1851 apresentou a sua demissão, sendo substituído na presidência por Juan Bravo Murillo.
Após o golpe de Leopoldo O'Donnell foi chamado novamente para formar governo, desde 12 de Outubro de 1856 até Outubro do ano seguinte. Entre 1856 e 1868 presidiu três gabinetes ministeriais, desde os quais exerceu uma política repressiva contra qualquer manifestação ou pequeno motim revolucionários. 
Faleceu em abril de 1868. Após o seu falecimento, levou-se a cabo a revolução de 1868 que derrubou D. Isabel II.